# Université de Mossoul
L'université de Mossoul (en arabe : جامعة الموصل) est une des plus grandes universités irakiennes, située à Mossoul, deuxième ville d'Irak. Fondée en 1967, elle comprenait jusqu'en 2014 22 facultés, 7 centres de recherches, 5 centres hospitaliers et 6 musées. Ce campus se trouve au nord-est de la ville, à proximité du site archéologique de Ninive.
En février 2014, les djihadistes de l'État islamique ferment l'université et en 2017, ils incendient les bâtiments et organisent des autodafés avant d'abandonner leurs positions,. Sous leur gouvernement, l'université n'avait pu reprendre que partiellement son activité et les programmes avaient été expurgés de ce qui pouvait, selon la doctrine islamiste, subvertir la société. Certains bâtiments ont été utilisés pour la production d'armes ou comme centre de commandement militaire et d'entraînement.
Les bâtiments ont été reconstruits en partie grâce à l'aide internationale et la bibliothèque centrale a pu rouvrir début 2022. Toutefois une grande partie du fonds patrimonial a été détruit ou pillé durant la guerre
Depuis la réouverture de l'université, l'enseignement dispensé est réparti sur quatre facultés: médecine, ingénierie, sciences et sciences humaines.
Elle est classée par le U.S. News & World Report au 91e rang du classement régional des universités arabes.

## Reconstruire la bibliothèque universitaire

### Collectes de livres
Un des enjeux de la reconstruction de l’université de Mossoul consiste à reformer une collection de livres consultable au sein de sa bibliothèque largement détruite par les forces de l’EI, et pourtant cruciale pour les nouvelles promotions d’étudiants.
Des collectes de livres, dans un premier temps organisées à l’échelle de l’Irak, ont permis de rassembler des ressources littéraires et éducatives auprès d’acteurs nationaux tels des particuliers ou des universités épargnées par l’EI.
Le média Diyaruna a ainsi recensé plusieurs dons parvenus au cours des mois ayant suivi la libération de Mossoul. Parmi les organismes mobilisés on trouve le syndicat des écrivains de Najaf, le syndicat des historiens arabes, l’association « I read therefore I am Iraqi » ainsi que l’université Thi-Qar et l’université de Basra pour le pétrole et le gaz. Ces dons de livres sont de nature variée et doivent assurer la mise à disposition rapide de ressources essentielles à l’enseignement supérieur. Il s'agit par conséquent d'œuvres littéraires, de manuels scolaires mais également de thèses académiques et des mémoires de maîtrise. A rebours des trois années d’oppression djihadiste, l’exclusion de textes religieux de la collecte menée par le syndicat des écrivains de Najaf témoigne de l’ambition de renouer avec le riche héritage académique et scientifique caractéristique de l’université.
A cet effort national, il faut ajouter la mobilisation d’organisations étrangères également investies dans la reformation du patrimoine universitaire de Mossoul.
- Entre 2018 et 2022, l’initiative de collecte lancée par l’ONG britannique Book Aid International aura permis de collecter 35 860 ouvrages à destination de la bibliothèque universitaire de Mossoul. Les rapports annuels de l’ONG recensent 10 295 dons en 2021 pour la réouverture de la bibliothèque[9]. L’effort sera renouvelé l’année suivante puisque l’ONG fera parvenir quelques 10 288 ouvrages destinés à l’enseignement supérieur[10].
- Les pays de la Ligue arabe ont fourni 3000 ouvrages universitaires et encyclopédiques. couvrant des champs académiques très variés[11].

Plus qu’un simple investissement dans la formation des futurs travailleurs irakiens, ces initiatives de collecte que le poète irakien Wahab Sherif associe à un « patriotisme pur dépassant le sectarisme et les ethnies » illustrent la volonté des mossouliotes de rompre avec la période d’obscurantisme djihadiste. Le poète confie également à Diyaruna qu’au delà de « la sécurité, la nourriture et les soins, le peuple de Mossoul a besoin de restaurer sa grandeur culturelle que les terroristes ont tenté de détruire ».  

### Soutiens et financements internationaux
La restauration de la bibliothèque centrale de l'université de Mossoul est pleinement intégrée au projet de l'UNESCO "Faire revivre l'esprit de Mossoul", lancé en février 2018 par la Directrice générale de l'UNESCO Audrey Azoulay. Monté en partenariat avec l'Agence italienne de coopération au développement, ce projet s'articule autour de trois composantes dont l'éducation, et dédie un budget spécifique de 2 millions de dollars aux efforts de réparation de la bibliothèque.
Le Programme des Nations Unies pour le Développement (PNUD) participe également au financement via la création du Funding Facility for Stabilization (FFS). Ce fonds rassemble les contributions de 30 pays et alimente les investissements nécessaires au redéveloppement de l'Irak, avec une attention toute particulière accordée aux provinces libérées: Anbar, Diyala, Kirkuk, Ninewa et Salah al-Din. Les contributions récoltées au premier trimestre 2024 dépassaient 1,5 milliard de dollars avec un montant investi dans la province de Ninive d'environ 527 millions de dollars. Sur ces 527 millions de dollars, un peu moins de 15 % avaient été alloués à des investissements en matière d'éducation (environ 78 millions de dollars).
Un quart des contributions reçues par le FFS proviendrait de l'Allemagne via la KfW, une banque d'investissement et de développement dont la propriété est répartie entre la République fédérale et les Etats fédérés.
Les dons financiers proviennent également d'institutions plus modestes telles l'Université Charles (Prague) qui, en partenariat avec People in Need, a organisé et alimenté une levée de fonds de 25 000 USD adressée à la bibliothèque de l'université de Mossoul.